# Hülsenberg (Wasgau)
Der Hülsenberg ist ein 447,2 Meter Berg im Pfälzerwald.

## Geographie

### Lage
Der Berg befindet sich im Wasgau, wie der Südteil des Pfälzerwald genannt wird und liegt auf Gemarkung der beiden Ortsgemeinden Hauenstein und Schwanheim, wobei die Nordostflanke zu ersterer und die Südostflanke sowie der äußerste Nordflanke zu letzterer gehört. In beiden Fällen befindet sich der Berg abseits des Siedlungsgebiets der beiden Gemeinden.
Unmittelbar nördlich des Hülsenbergs entspringt der Steinbach und an seiner Ostflanke der Lugbach. Nordwestlich erstrecken sich der Soldatenkopf sowie der Weimersberg, nördlich der Kleine Rauhberg und südlich der Hühnerstein; zusammen bilden diese einen langgezogenen Bergkamm. Östlich befindet sich außerdem der Nesselberg.

### Naturräumliche Zuordnung
1. Großregion 1. Ordnung: Schichtstufenland beiderseits des Oberrheingrabens
2. Großregion 2. Ordnung: Pfälzisch-saarländisches Schichtstufenland
3. Großregion 3. Ordnung: Pfälzerwald
4. Region 4. Ordnung (Haupteinheit): Wasgau
5. Region 5. Ordnung: Dahner Felsenland

## Natur
Mitten auf dem Berg befindet sich mit dem Hülsenbergfelsen ein Naturdenkmal.

## Verkehr
Entlang seiner Nordflanke verläuft die Landesstraße 495 und entlang seiner Ostflanke die Kreisstraße 54.

## Tourismus
Entlang seiner Nordflanke verläuft der Pfälzer Keschdeweg.